# Кремація

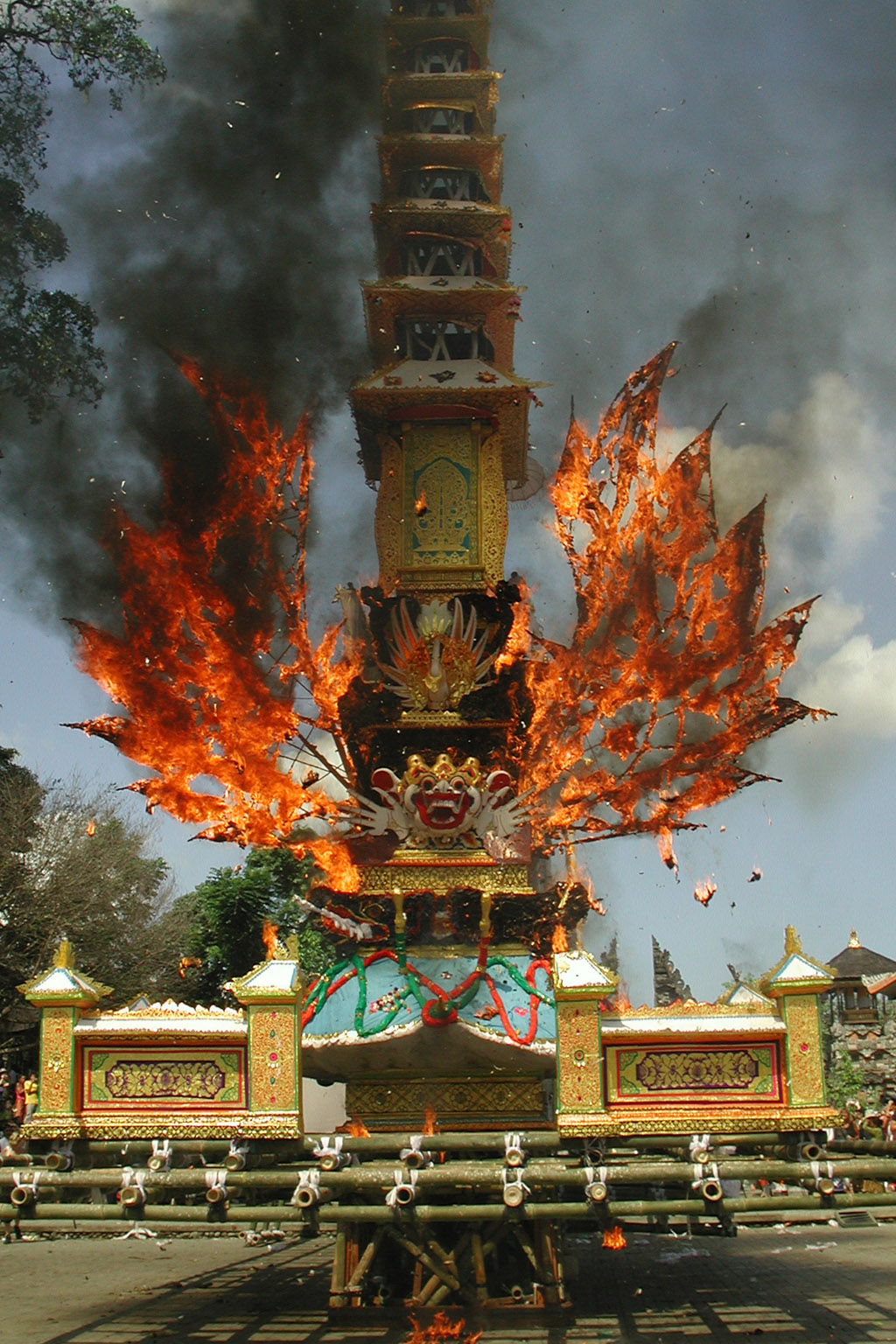
Кремація на Балі

Кремація (від лат. cremare — палити, спалювати) — процес спалення трупів. Зазвичай проводиться як обряд перед похованням. Здійснюється в крематорії, у стародавніх суспільствах — на багатті. За сучасними європейськими правилами, після кремації прах померлого поміщається в похоронну урну, і потім може бути похований різним шляхом.

## Історія

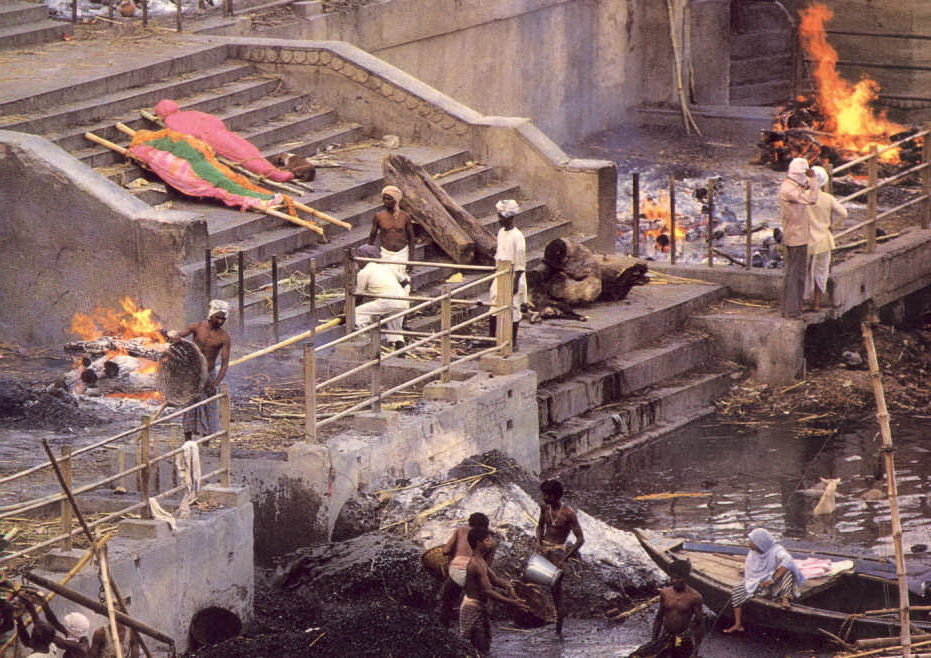
Трупи в очікуванні кремації в Індії

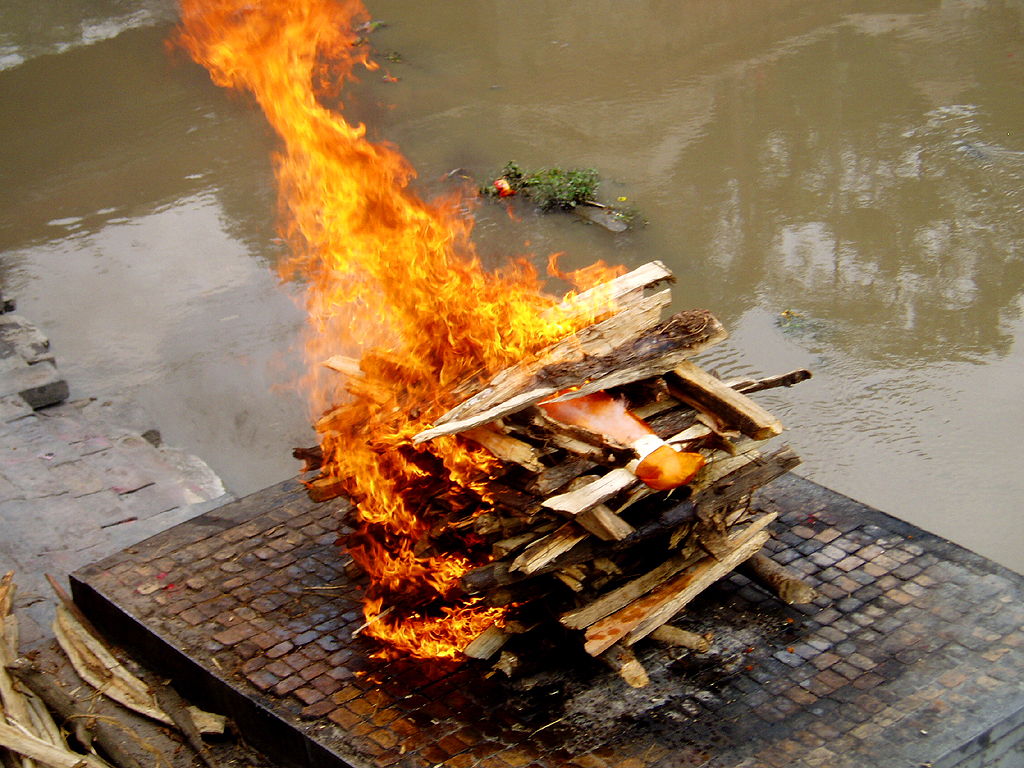
Процес кремації на багатті

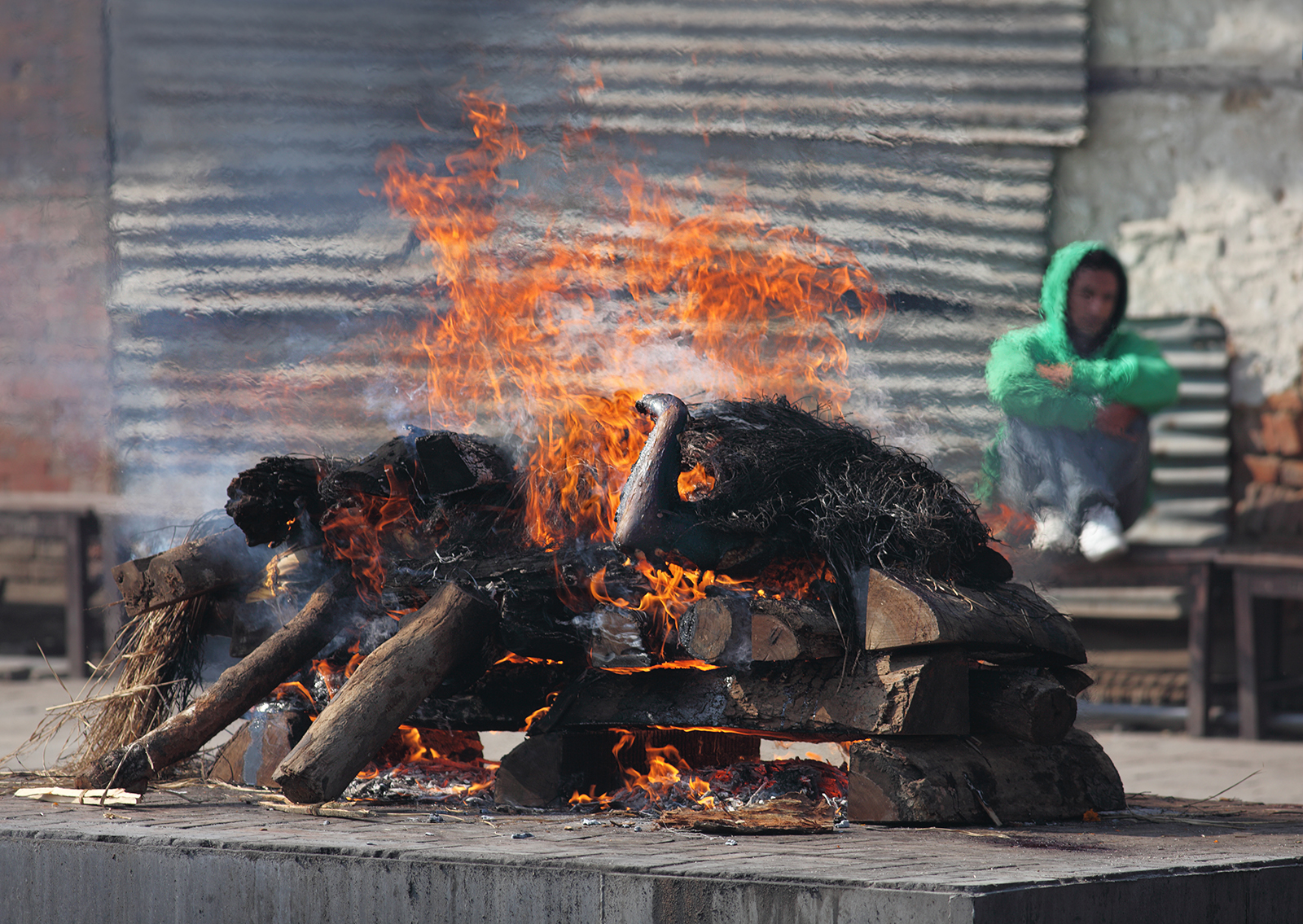
Процес кремації на багатті

Кремація була поширена вже в стародавні часи. Первісні люди віддавали вогню тіло померлого, за однією теорією — щоб забезпечити йому захист богів в потойбічному світі.
За легендою після смерті будди Ґаутами, його тіло було кремовано, а останки праху поміщено в особливі меморіальні споруди – ступи в різних частинах Індії.
У Європі кремація широко використовувалася в Античній Греції. Греки вважали, що спалювання допоможе покійному в потойбічному світі. Потім ця традиція була перенесена в Стародавній Рим. Там кремовані останки стали зберігати в особливих місцях — колумбаріях.

У Старому Заповіті описана кремація першого Ізраїльського царя Саула і його синів, які загинули в битві з філістимлянами. Коли піддані царя забрали тіла вбитих, їх з почестями кремували, а потім поховали:
У християнстві кремація вважалася ознакою язичництва. Тому з поширенням християнства вона поступилася місцем похованням в землю. До 400 року більшість народів Західної Європи прийняли християнство і відмовилися від кремації. 785 року, під загрозою смертної кари, Карл Великий заборонив кремацію, тож вона була забута приблизно на тисячу років.
Відродження кремації відбулося в Європі у другій половині XVIII століття. У той час швидко зростали міста. Цвинтарі не справлялися з постійним потоком померлих. З'явилися братські могили та поховання поряд з будинками. Близькість кладовищ іноді викликала епідемії серед місцевих жителів. Відкриття мікроорганізмів показало, що поховання є джерелом небезпеки для людей. Тому згадали про спалювання трупів. При цьому кремацію необхідно було організувати без образи покійного і його родичів. Звичайні багаття не годилися для цих цілей. Тому почали будувати крематорії.
1869 року Міжнародна медична конференція, що проходила під Флоренцією, прийняла резолюцію, в якій закликала до широкого поширення кремації, яка сприяє «збереженню здоров'я і землі для живих людей». Цей заклик почули в багатьох країнах світу.
У 1873-у професор Бруно Брунетті розробив першу в світі кремаційну піч, яка була продемонстрована на Міжнародній виставці у Відні. Наступного року була заснована Англійська асоціація крематоріїв. Активним її учасником був сер Генрі Томпсон, особистий лікар королеви Вікторії. 1878 року в англійському місті Вокінг і німецькому місті Гота були побудовані перші в Європі крематорії.
Кремація стала швидко поширюватися і в Америці. 1792 року відбулася перша документально підтверджена кремація. 1876 доктором Дж. Ле Мойн був побудований перший крематорій близько Вашингтона. У період з 1881 по 1885 роки в США було створено кілька асоціацій крематоріїв. Поступово, зі зростанням попиту на цей вид послуг, зростала і кількість крематоріїв в країні.
1913 року в Північній Америці працювали 52 крематорію, які провели більш ніж 10 тис. кремацій. Того ж року доктор Х. Еріксен заснував Американську асоціацію крематоріїв, яка тепер відома як Асоціація крематоріїв Північної Америки (Cremation Association of North America (CANA).
У Росії перший крематорій з'явився до революції у Владивостоку для поховання японців. У Радянській Росії перший крематорій був відкритий у грудні 1920 в будівлі лазень Василівського острова Петрограда. Він працював недовго, всього три місяці, і був зупинений у лютому 1921 року « через відсутність дров».
У 1927-у в Донському монастирі Москви почала працювати кремаційна піч. Першими спаленими були тіла померли партійних працівників.

## Теперішній час
Крім крематоріїв, у індуїстів поширене в даний час спалювання на багатті. Особливо популярне спалення на берегах Гангу у Варанасі на Ґхат (дивись також статтю антьєшті). Ритуал саті в даний час застосовується дуже рідко. Але таке спалювання не є кремацією в повному сучасному розумінні цього слова, оскільки таке відкрите спалювання на багатті закінчується на стадії обвуглювання м'язової тканини, після чого недогорілі останки скидаються, як правило, в річку Ганг і стають надалі здобиччю гідробіонтів — трупоїдів.
Рівень кремації значно варіюється в різних країнах, Японія повідомляє про 99 % рівень кремації, тоді як Польща повідомила про рівень 6,7 % у 2008 р. Коефіцієнт кремації у Сполученому Королівстві постійно зростає із середнім рівнем по країні з 34,70 % у 1960 році, у 2015 р. до 75,44 %. За даними Національної асоціації похоронних директорів, коефіцієнт кремації в США у 2016 р. становив 50,2 %, і очікувалося, що це зросте до 63,8 % до 2025 р. та 78,8 % до 2035 р.

## Релігії та кремація
Буддизм, індуїзм, джайнізм, синтоїзм, різні гілки стародавнього і сучасного язичництва відносяться до релігій, які дозволяють кремацію.

Основні християнські конфесії допускають кремацію, ґрунтуючись зокрема, на словах ранньохристиянського церковного письменника Марка Мінуція Фелікса: 
Іслам і юдаїзм не практикують кремацію. Свідки Єгови не забороняють кремацію тіла померлого.

## Факти
- Як паливо для печей використовують газ (природний або пропан), рідше електрику. До 1960-х років активно використовувалось кам'яне вугілля або кокс.